# Harrietsham
Harrietsham – wieś w Anglii, w hrabstwie Kent, w dystrykcie Maidstone. Leży 11 km na wschód od miasta Maidstone i 63 km na południowy wschód od centrum Londynu. Miejscowość liczy 1500 mieszkańców.